# Koreaanse golf
De  Koreaanse golf of Koreaanse koorts (Engels: Korean wave) refereert aan een significante toename in populariteit van Zuid-Koreaanse cultuur in andere landen sinds het einde van de 20ste eeuw. Het staat ook wel bekend als 'Hallyu' (한류), van de Koreaanse uitspraak. De term werd voor het eerst gebruikt in China in 1999 waar journalisten van een krant in Beijing zich verbaasden over de snel groeiende populariteit van Zuid-Koreaanse sterren en Zuid-Koreaanse producten.

## Oorsprong
De Koreaanse golf begon met de export van soapseries als Autumn Fairy Tale, Winter Sonata, Dae Jang Geum (Jewel in the Palace) en Princess Hours naar landen in Oost- en Zuidoost-Azië. Dit groeiende succes werd snel geëvenaard door andere Koreaanse culturele producten zoals films, popmuziek (K-pop), voedsel en ook de taal.